# Демоян, Айк Анушаванович
Айк (Гайк) Анушава́нович Демоя́н (арм. Հայկ Անուշավանի Դեմոյան; род. 1975, Ленинакан) — армянский историк, публицист, директор Музея-института Геноцида армян при Национальной академии наук Армении, доктор исторических наук, преподаватель Ереванского государственного университета, исследователь Кавказского Института СМИ. Является членом правления Центра региональных и политических исследований «Проспектус».
В сферу научных исследований входят проблемы Карабахского конфликта, армяно-турецких отношений и пантюркизма, этнические конфликты на Южном Кавказе, вопросы этнической идентичности и стереотипов. Автор более чем 40 научных работ, в том числе нескольких монографий.

## Биография

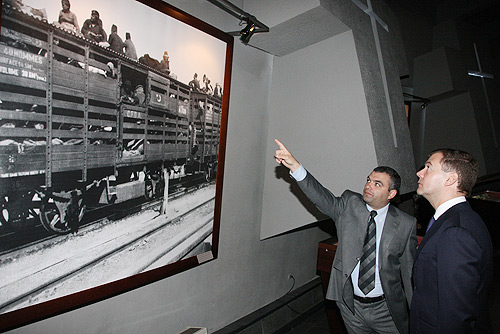
Айк Демоян и Дмитрий Медведев в Музее геноцида армян (21 октября 2008)

Родился в 1975 году в Ленинакане. В 1998 году окончил исторический факультет Ереванского государственного университета. В ноябре 2001 году защитил диссертацию на соискание учёной степени кандидата исторических наук по теме «Социально-экономические реформы в Турецкой Республике 1980-90-е гг. 20 века». В 2002 и 2004 гг. был исследователем архива Центрального Европейского Университета в Будапеште (Венгрия). В 2004 году, в качестве эксперта Министерства обороны Армении представлял интересы армянской стороны на судебном процессе в Будапеште по делу об убийстве лейтенанта вооруженных сил Армении Гургена Маргаряна.

## Награды
- Медаль «За заслуги перед Отечеством» II степени (28 декабря 2015 года) — за вклад в организацию и проведение мероприятий, посвящённых 100-летию Геноцида армян[1]

## Работы
- Демоян А.А. Армянские национальные символы: гербы, флаги, награды. = Հայկական ազգային խորհրդանշաններև զինանշաններ, դրոշներ, պարգևներ։. — Издание Всеармянского фонда «Пюник». — Ереван: Тигран Мец, 2012. — 468 с. — ISBN 978-9939-0-0282-8.
- Айк Демоян. «Турция и Карабахский конфликт в конце XX – начале XXI веков». — Ереван. — ISBN 99930-4-480-6.
- Айк Демоян, Левон Мелик-Шахназарян. «Ходжалинское дело: Особая папка». — Ереван. — ISBN 99930-69-24-8.
- Айк Демоян. «Армянский спорт и физическая культура в Османской империи». — Ереван.